# زادگاه (مجموعه تلویزیونی کره جنوبی)
زادگاه (کره‌ای: 홈타운؛ انگلیسی: Hometown) یک مجموعه تلویزیونی محصول کره جنوبی سال ۲۰۲۱ با بازی یو جه میونگ، هان یه ری و اوم ته گو است. این مجموعه از ۲۲ سپتامبر تا ۲۸ اکتبر ۲۰۲۱، روزهای چهارشنبه و پنجشنبه ساعت ۲۲:۳۰ (کی‌اس‌تی) از تی‌وی‌ان برای ۱۶ قسمت پخش شد.